# Controsoffitto

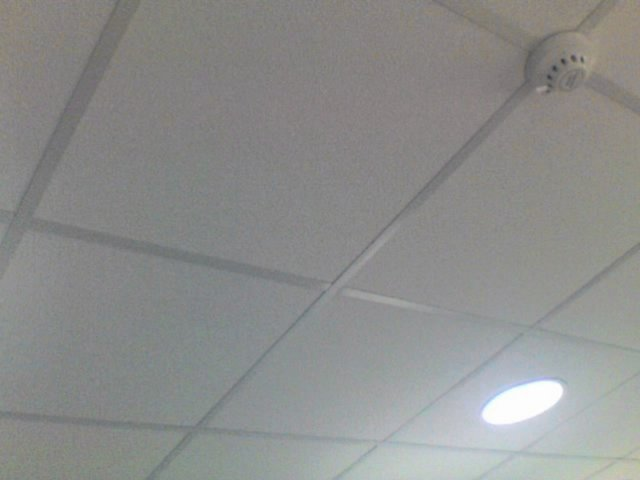
Tipico controsoffitto "a quadrotti"

Il controsoffitto è un'opera edile costituita da una superficie piana dalla struttura leggera, posta al di sotto del soffitto, che determina una diminuzione dell'altezza utile del locale interessato. Il controsoffitto può realizzarsi per rispondere a esigenze estetiche, per eseguire un rivestimento con materiale termoisolante, fonoassorbente e/o fonoisolante o resistente al fuoco ed è utilizzato anche per ospitare, nel vano che si viene a creare tra lo stesso e il soffitto, uno o più impianti.
Vi sono diverse modalità realizzative dei controsoffitti, ma la differenza principale è costituita dalla possibilità che lo stesso sia smontabile o meno.
Per estensione si definisce comunemente "controsoffitto" sia l'opera edile in sé appena descritta, sia il vano che questa realizza tra la stessa e il soffitto.

## Impianti
L'impianto più tipicamente ospitato nel vano realizzato da un controsoffitto è quello di illuminazione. I corpi illuminanti sono ancorati alla struttura originaria e il controsoffitto, se reso ispezionabile (il caso più diffuso è quello dei "controsoffitti a quadrettoni" o "a cassettoni"), evita di dover realizzare impianti elettrici sottotraccia che rappresentano la soluzione più tradizionale, ma evidentemente meno flessibile, per risolvere il problema insieme estetico e pratico del transito dei fili che collegano le varie terminazioni dell'impianto. 
Altri impianti possono essere ospitati nel vano realizzato dalla controsoffittatura: l'impianto di condizionamento, l'impianto di aerazione forzata, l'impianto antincendio, di rilevamento fumi, ecc., secondo modalità analoghe a quelle descritte per l'impianto di illuminazione. Il controsoffitto può anche servire per il semplice passaggio di collegamenti orizzontali di qualsiasi altro tipo di impianto che serva o meno il locale del quale effettua l'attraversamento. 

## Vantaggi
I vantaggi, come già detto, sono dati dalla possibilità di permettere il passaggio di impianti e collegamenti orizzontali di qualsiasi tipo, con un'ottima resa estetica, garantendo una flessibilità e un'ispezionabilità che generalmente ripagano dei costi di realizzazione, specie se i locali hanno un uso commerciale o ad uffici, nei quali le suddette caratteristiche risultano di importanza fondamentale.
Altri vantaggi possono derivare dalla possibilità di avere un "naturale" isolamento termo-acustico per effetto della camera d'aria che si viene a creare realizzando il controsoffitto, ma, soprattutto in relazione al materiale utilizzato per effettuare lo stesso controsoffitto, si possono ottenere risultati in termini di isolamento termico, resistenza al fuoco, isolamento acustico o fonoassorbenza i cui limiti e caratteristiche dipendono solo dalla volontà progettuale. Per quest'ultimo motivo la controsoffittatura è largamente usata per locali adibiti a sale conferenze, teatri, cinema, auditorium, ecc.
I vantaggi variano comunque a seconda del tipo di controsoffitto e materiale usato (come ad esempio: lana di roccia, legno, lana di vetro, etc.)

## Realizzazione

### Controsoffitto smontabile
La tecnica di realizzazione prevede generalmente l'utilizzo di una struttura metallica (alluminio, acciaio) leggera, primaria e secondaria, a formare un reticolato, sorretto da tiranti fissati al soffitto realizzati da:
- tondini in acciaio zincato regolati da molle trapezoidali in acciaio armonico;
- barre in acciaio zincato filettate;
- staffe asolate.

Il passo dei tiranti dipende dal peso del controsoffitto stesso e dai terminali degli impianti che gravano su di esso;
sul quale vengono fissati (appoggiati, incastrati, incollati, avvitati, o più spesso assemblati mediante apposite squadrette), i pannelli di materiale anch'esso molto leggero (acciaio zincato pre-verniciato o post-verniciato; alluminio anodizzato o pre-verniciato o post-verniciato, fibre minerali, lana di roccia, lana di vetro, sughero, poliestere, Medium Density (rivestito da melaminico o da essenza), gesso armato, gesso alleggerito ecc.) e maneggevole, specie se pensato per rispondere a requisiti di fonoassorbenza per la quale è fondamentale il requisito di porosità della superficie e della disposizione sul estradosso dei pannelli o doghe di un "tessuto non tessuto" incollato a caldo con sovrapposto uno o più materassini di materiale fonoassorbente di vario spessore e varia densità per ottenere le caratteristiche di fonoassorbenza richieste dal progettista .

### Controsoffitto fisso
Il controsoffitto fisso è un'opera edile costituita da una superficie piana dalla struttura leggera, posta al di sotto del soffitto, che determina una diminuzione dell'altezza utile del locale interessato che risponde esclusivamente ad esigenze estetiche, acustiche (fonoisolamento) o di coibenza termica, facendo ricorso al cartongesso, materiale leggero ed estremamente modellabile che si addice anche per eseguire controsoffittature anche solo parziali.
Il controsoffitto si presta ad essere utilizzato in interventi di recupero e di restauro proprio per la semplicità di montaggio, leggerezza e modellabilità dei componenti utilizzati.

## Storia
Il ricorso ai controsoffitti per utilizzo domestico è stato ripreso solo recentemente, dettato dall'esigenza di coprire tubazioni ed impianti che necessariamente non potessero essere alloggiati all'interno dei solai e quindi risultare "a vista".
Prima di questa rinnovata richiesta, data soprattutto da esigenze impiantistiche oggi più articolate, e prima della diffusione dell'utilizzo di solai in laterocemento, era abituale l'uso della controsoffittatura con "camera a canne", che oggi possiamo ancora vedere in edifici vecchi di almeno 40 anni. I tradizionali solai in legno venivano coperti all'intradosso da una struttura leggera, anch'essa in legno, sulla quale veniva disposto un letto di canne appiattite e intrecciate e ricoperte a loro volta di uno strato di intonaco. 
Questa tecnica consente di dare uniformità alla superficie inferiore dei solai a struttura lignea e ha permesso, per secoli, di realizzare anche superfici più complesse (volte a botte, volte a vela), per mezzo di opportune centine.